# 富の原遺跡
座標: 北緯32度56分31.3秒 東経129度56分10.7秒 / 北緯32.942028度 東経129.936306度
富の原遺跡（とみのはらいせき）は、長崎県大村市富の原2丁目に所在する縄文・弥生時代の複合遺跡である。

## 概要
大村市中心部に近く、多良岳山麓から大村湾に向かって広がる大村扇状地の扇端部にあたる。
第二次世界大戦（太平洋戦争）中に航空隊飛行場が造られ、戦後には工場進出や民家が増加するなどして破壊された部分もあるが、1980年（昭和55年）以降の発掘調査で竪穴建物跡（弥生時代）、甕棺・石棺墓、祭祀遺構等が発掘され、土器・石器等とはらんで国内でも例の少ない鉄戈と鉄剣の出土をみた。
特に鉄戈の分析から得られた情報は大きく（後述書）、原料鉱石として、磁鉄鉱が用いられ、錆分析から推定される鋼の炭素量は0.5から0.6パーセントで、刃部には真鍮を削れる程度の硬度があり、別の鉄戈の棟部の錆びから調べられた炭素含量は0.1から0.2パーセントであり、棟部が軟鋼であることが確認されている（前掲書 p.73）。すなわち刃部に高炭素の硬鋼を使用し、棟部に低炭素の軟鋼を組み合わせる「合わせ鍛え」の技法（日本刀や農工具に用いられる技法）が弥生期から確認された（前掲書 p.73）。この鍛造技術は、刃の鋭利さを保ちつつ、折れにくい刀作りに必要とされるものであり（前掲書 p.73）、日本刀（平安期）以前の日本独自の大型鉄戈から確認された（前掲書 p.71）ということになる（技術の源流に関しては「備考」参照）。
2002年（平成14年）調査で濠跡が発掘され環濠集落であったことが確認された。

## アクセス
- 長崎県交通局（長崎県営バス）「富の原入口」バス停留所より徒歩15分。

## 備考
- 低炭素の鋼と高炭素の鋼を組み合わせた刃物の技法を記述した海外の例として、17世紀の中国の書物『天工開物』中巻十があり、「百錬鋼でその外を包み、中は鋼とは違う鉄を芯とする。鋼を表にし、鉄を芯としなければ、強い力を加えるとすぐ折れてしまう」と記され、またイランの遺跡の例では、紀元前7世紀 - 6世紀頃の刀子（長さ22.5センチメートル）を分析した結果として、高炭素と低炭素の鋼から成り、「細かく砕いた白銑を低炭素鋼の帯の間にサンドイッチ状に重ねた素材を鍛錬することによって得られたものである」とされ、こうした作刀の技法自体、西方に起源があるとみられる[2]。